# Aïn Oussera
Aïn Oussera (arabiska عين وسارة) är en stad och kommun i norra Algeriet och ligger i provinsen Djelfa. Folkmängden i kommunen uppgick till 101 239 invånare vid folkräkningen 2008, varav 98 107 invånare bodde i själva centralorten.